# والتر باچ
والتر باچ (انگلیسی: Walter Bunch; ۱۵ اوت ۱۸۷۲ – ۱۹۳۷ (۶۴−۶۵ سال)) بازیکن فوتبال اهل بریتانیا بود.
از باشگاه‌هایی که او در آن بازی کرده‌، می‌توان به باشگاه فوتبال بریستول راورز، باشگاه فوتبال والسال، باشگاه فوتبال بیرمنگام سیتی، و باشگاه فوتبال ولورهمپتون واندررز اشاره کرد.